# 小行星1859
小行星1859（1859 Kovalevskaya）是一颗围绕太阳公转的小行星。1972年9月4日，柳德米拉·朱拉夫寥娃在克里米亚发现了此天体。
該小行星以俄羅斯數學家索菲婭·柯瓦列夫斯卡婭命名。
这颗小行星的绝对星等为246.36175等。